# Erich Josuns
 Erich Joseph Josuns (* 27. September 1901 in Niegripp; † unbekannt) war ein deutscher Politiker und Abgeordneter (SPD, KPD, SED).

## Leben
Erich Josuns war der Sohn des Arbeiters Josef Josuns. Er besuchte die Volksschule in Niegripp und wurde als Schüler der Klasse I entlassen. Von 1915 bis 1917 machte er eine Schlosserlehre. Während des Ersten Weltkriegs leistete er ab 1918 Kriegsdienst und war noch bis 1920 Soldat. Ab 1920 war er als Bergmann unter Tage tätig.
Im Februar 1921 wurde er in Völpke Mitglied der SPD und dort als Kassierer des Ortsverbandes tätig. Im Herbst 1925 wechselte er zur KPD und wurde dort erster Vorsitzender des Rotfrontkämpferbundes, des paramilitärischen Kampfverbandes der KPD. Aufgrund dieser Tätigkeit musste er 1927 Völpke verlassen und zog nach Unseburg um.
Nach dem Zweiten Weltkrieg trat er 1945 der KPD bei und wurde im September 1945 Betriebsratsvorsitzender im Braunkohlewerk Unseburg. Mit der Zwangsvereinigung wurde er Mitglied der SED. Bei den halbfreien Landtagswahlen in der SBZ 1946 wurde er im Wahlbezirk II (Burg, Magdeburg, Schönebeck, Jerichow I, Wolmirstedt, Haldensleben, Wanzleben) in den Landtag Sachsen-Anhalt gewählt. Im Landtag gehörte er keinen Ausschüssen an. Am 22. März 1949 legte er sein Mandat nieder. 